# Principado de Terebovlia
```
   |-
       |
Erro:
:  
valor não especificado para "
nome_comum
"
```

O Principado de Terebovlia (em russo:  Теребовльское княжество) foi um principado russo com capital em Terebovlia. Inicialmente, fazia parte do Principado de Volínia, a partir de 1092 era independente, a partir de 1140 fazia parte da Galícia, a partir de 1199 da Galícia-Volínia.